# Ḥiṣn

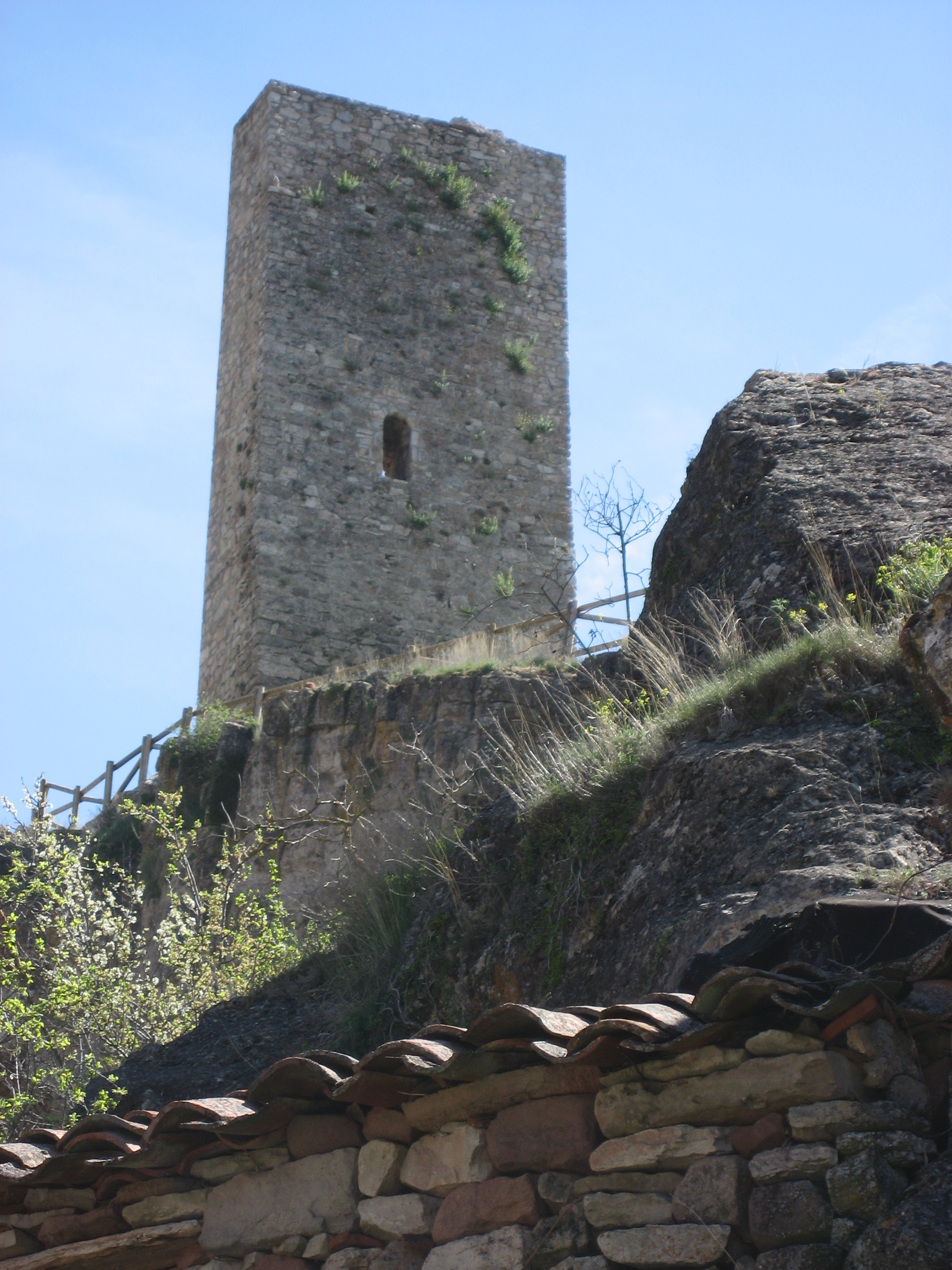
Vista de un ḥiṣn en Anguita, Provincia de Guadalajara.

Ḥiṣn es una transliteración de la palabra árabe حصن que denominaba a determinados castillos andalusíes, cuya influencia abarcaba un territorio habitado al que servía de defensa militar.
Los husûn (حصون, plural de ḥiṣn) actuaban como centros organizativos y defensores de un cierto ámbito territorial, denominado ŷuz’ (aŷzā’, en plural). En el siglo X, los distritos se modifican aumentando mucho su tamaño, denominándose "aqâlîm" (أقاليم, y "iqlîm" إقليم, en singular) y constituyéndose en parte esencial de la organización del territorio de al-Ándalus en coras. Más tarde, La administración nazarí, recogió la estructura de los aŷzā’ casi sin variación, creando la nueva configuración en tahas. Cada taha agrupaba un número indeterminado de alquerías y estaban basadas en la propia estructura física del territorio. Cada una de ellas tenía su capital, normalmente en el núcleo que se había consolidado alrededor o cerca del ḥiṣn original.
La función de los hisn solía ser controlar una vía importante y, muy a menudo, hacer de lugar de refugio en relación con los pueblos repartidos en un espacio organizado alrededor de una acequia, de una vía, etc. Debido a estas funciones, encontramos que muchos de estos husun son formados por un recinto grande, en un extremo del cual podía haber una celoquia (cima del castillo).
Existieron hisn en todo el territorio de al-Ándalus, quedando importantes restos sobre todo en Cataluña, el levante y el antiguo reino de Granada. Podemos mencionar, en Cataluña, los ejemplos de Ulldecona, Miravet, Gebut, Torreblanca, Castelldans, Carratalá, Castellàs de Vilella, Castellassos de la Litera, etc.; en la región de Murcia, Hisn Yakka y Hisn Mulina; en Extremadura Medina Albalat.